# Citroën Xantia
Citroën Xantia, pronunțat „Zan–ti–a”, este o mașină mare de familie (din segmentul D) comercializată de producătorul francez de automobile Citroën și proiectată de Bertone. Prezentată presei în decembrie 1992, mașina a fost produsă între 1992 și 2002 în Europa, cu un facelift la sfârșitul anului 1997.